# Fredeluga emmascarada septentrional
La fredeluga emmascarada septentrional (Vanellus miles) és una espècie d'ocell de la família dels caràdrids (Charadriidae) que habita pantans, platges, horts i encara ciutats de la zona australasiana, al sud de Nova Guinea i el nord d'Austràlia.